# Großes Wörterbuch der niederländischen Sprache
Das Große Wörterbuch der niederländischen Sprache (niederländisch Van Dale Groot woordenboek van de Nederlandse taal) ist das größte Bedeutungswörterbuch der niederländischen Gegenwartssprache. Es wird vom Verlag Van Dale Lexicografie bv herausgegeben. Die 14. Auflage erschien 2005 und besteht aus drei Bänden und einer CD-ROM. Die 15., um rund 18.000 zusätzliche Wörter erweiterte Auflage erschien erstmals in Farbdruck und mit Illustrationen bei schwierigen Worterklärungen. Käufer der neuen Ausgabe können zudem weitergehende Informationen online abrufen.
Im Niederländischen ist das Wörterbuch auch als „der dicke Van Dale“ (de Dikke Van Dale) oder der „große Van Dale“ (de Grote Van Dale) oder einfach nur als Van Dale bekannt. Seine gesellschaftliche Relevanz entspricht ungefähr der des deutschen Duden, es ist aber mit einem Festpreis von 229 € wesentlich teurer.

## Geschichte
Die erste Auflage des Wörterbuchs erschien 1864 unter dem Titel Nieuw woordenboek der Nederlandsche taal (dt.: „Neues Wörterbuch der niederländischen Sprache“) und wurde von I. M. Calisch und N. S. Calisch bearbeitet. Es basierte auf einem älteren, niederländisch-französischen Wörterbuch. Die zweite Auflage wurde von Johan Hendrik van Dale neu konzipiert und gründlich überarbeitet, wobei er auch die Rechtschreibung dem neuen System von de Vries und te Winkel von 1863 anpasste, das 1883 zur Grundlage der Schreibung des Niederländischen wurde. Van Dale verstarb 1872, kurz vor dem Erscheinen der letzten Teile des Wörterbuchs. Die Arbeit daran wurde von seinem Schüler Jan Manhave beendet. Seit der vierten Auflage 1898 trägt das Wörterbuch den Namen van Dales.

## Inhalt
Das Wörterbuch beschreibt nach eigener Aussage „das heutige Niederländisch, mit einem Rückblick auf die vergangenen 150 Jahre“. Aus diesem Grund verzeichnet es auch Wörter und Ausdrücke, die inzwischen veraltet sind. Die Bedeutung der Lemmata wird in chronologischer Folge verzeichnet, so dass an erster Stelle die etymologisch älteste steht.

## Auflagen
| Auflage | Jahr | Herausgeber                                     | Besonderheiten |
| ------- | ---- | ----------------------------------------------- | --- |
| 1.      | 1864 | I. M. Calisch, N. S. Calisch                    | Titel: Nieuw woordenboek der Nederlandsche taal; einteilig.                                                                       |
| 2.      | 1872 | J. H. van Dale                                  | |
| 3.      | 1884 | J. Manhave                                      | |
| 4.      | 1898 | H. Kuiper jr., A. Opprel, P. J. van Malssen jr. | Neuer Titel: Van Dale’s Groot woordenboek der Nederlandsche taal.                                                                 |
| 5.      | 1914 | P. J. van Malssen jr.                           | |
| 6.      | 1924 | P. J. van Malssen jr.                           | |
| 7.      | 1950 | C. Kruyskamp, F. de Tollenaere                  | Gründlich überarbeitete Auflage; erstmals mit Angabe der Wortbetonung.                                                            |
| 8.      | 1961 | C. Kruyskamp                                    | 1970 durch ein Supplement ergänzt.                                                                                                |
| 9.      | 1970 | C. Kruyskamp                                    | Zum ersten Mal in zwei Bänden erschienen (A–N, O–Z).                                                                              |
| 10.     | 1976 | C. Kruyskamp                                    | |
| 11.     | 1984 | G. Geerts H. Heestermans C. Kruyskamp           | Zum ersten Mal in drei Bänden erschienen (A–I, J–R, S–Z).                                                                         |
| 12.     | 1992 | G. Geerts, H. Heestermans                       | 1995 in neuer Rechtschreibung herausgegeben.                                                                                      |
| 13.     | 1999 | G. Geerts, C. A. den Boon                       | Auch auf CD-Rom erschienen; Herausgeber: D. Geeraerts.                                                                            |
| 14.     | 2005 | C. A. den Boon, D. Geeraerts                    | Neuer Titel: Van Dale Groot woordenboek van de Nederlandse taal.                                                                  |
| 15.     | 2015 | C. A. den Boon, Ruud Hendrickx                  | Mit Farbdruck und Illustrationen so wie der Abrufmöglichkeit weitergehender Informationen für Käufer auf der Website des Verlags. |
| 16.     | 2022 | C. A. den Boon, Ruud Hendrickx                  | Erste Ausgabe mit einem geschlechtsneutralen „x“ für einige personenbezogene Wörter.                                              |